# 기드온 야고

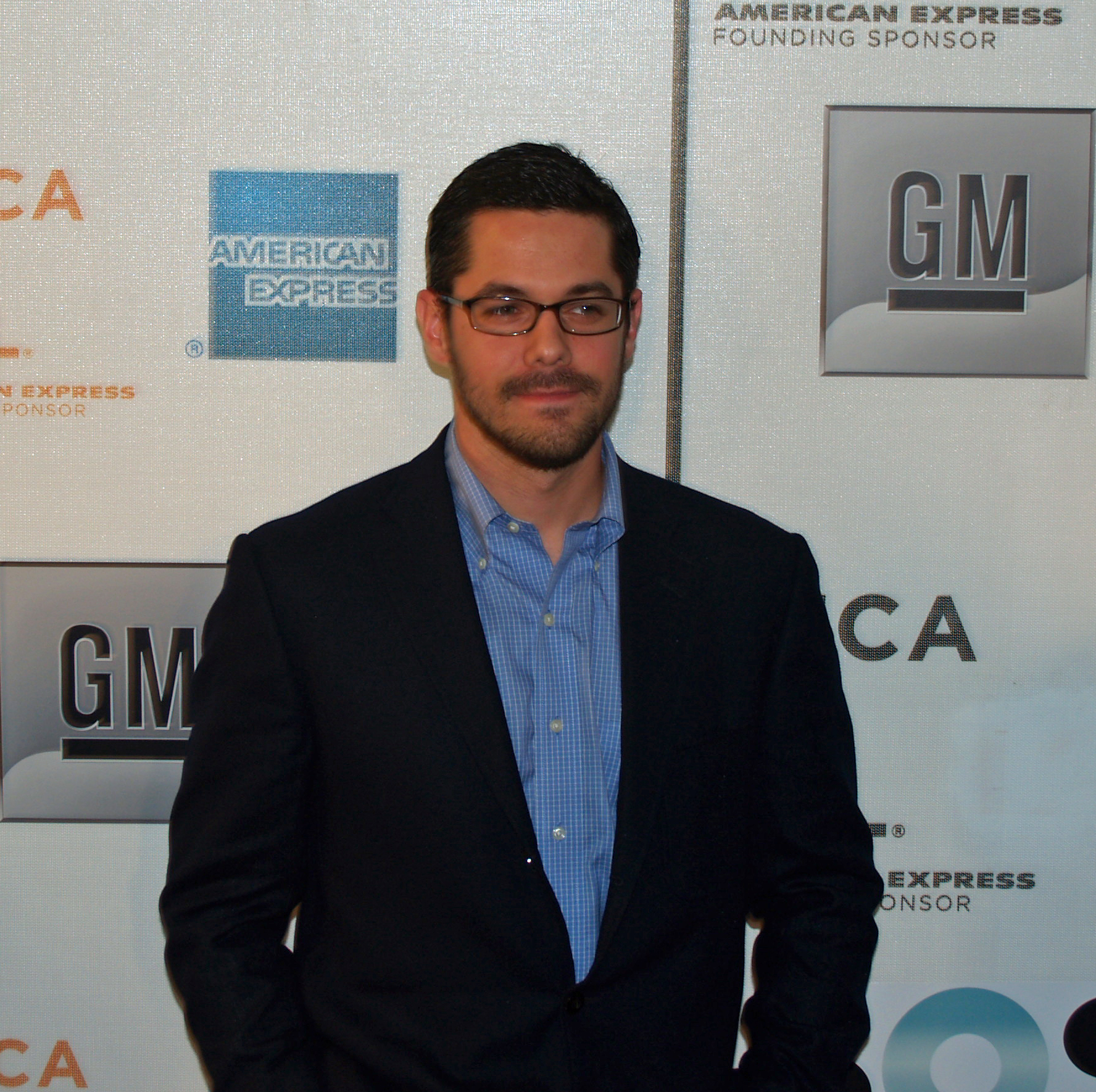
기드온 야고

기드온 야고(영어: Gideon Yago, 1978년 2월 19일 ~ )는 MTV에 기고한 공로로 가장 크게 인정받은, MTV 뉴스와 CBS 뉴스의 작가 겸 전 특파원이다.

## 배경
야고는 위스콘신 매디슨에서 독일인 어머니와 이스라엘에서 만난 미국인 아버지 사이에서 태어났다. 그는 뉴욕 퀸즈에서 자랐다. 그곳에서 그는 코퍼스클이라는 지네를 쓰고 출판했다. 그는 컬럼비아 대학을 졸업하고 2000년 대통령 선거 때 MTV 뉴스에서 일하기 시작했다. 21세의 나이에 컬럼비아 대학 3학년 말기에 MTV에서 정규직으로 근무했다.
처음에 야고는 주로 MTV 뉴스 부서에서 작가로 일했다. 2002년부터 2003년까지 야고는 MTV2에 MTV 뉴스 매거진 "더 랩"을 쓰고 제작했다. MTV에서의 그의 시간이 진행됨에 따라 Yago는 기어를 바꾸었고 MTV 뉴스에서 음악보다는 정치에 집중하기 시작했다. 야고는 성 건강, 9/11 테러, 아프가니스탄 전쟁, 증오 범죄, 2000년과 2004년 선거, 이라크 전쟁에 관한 수상 다큐멘터리를 제작했다. 이 상들은 다음과 같다: 2003 피바디 상 수상자가 MTV의 "Fight For Your Rights: Protect Yourself" 성 건강 캠페인, 2004년 MTV's Choice or Lost Programming의 에미상, 2005년 카슈미르 지진의 웹 커버리지 2006년 에미상 후보에 올랐다. 2005년 야고는 뉴올리언스의 허리케인 카트리나와 파키스탄과 인도의 파괴적인 카슈미르 지진의 여파를 취재했다.
MTV에서의 활동이 끝나갈 무렵, Yago는 대부분의 시간을 이라크 전쟁을 둘러싼 이슈와 그것이 젊은 참전용사들에게 미치는 영향을 다루는데 할애했다. 2004년에 그는 찰리 로즈에게 전쟁이 미국의 젊은이들에게 가장 중요한 이슈라고 생각한다고 말했다. 그의 2006년 MTV 스페셜 "이라크 업로딩"은 의도치 않게 전시의 소셜 네트워킹 사이트 접속을 거부하는 펜타곤 정책을 바꾸는 데 도움을 주었다. MTV는 이후 금지된 사항에서 언급된 유일한 비파일 공유 또는 소셜 네트워킹 사이트였기 때문이다.Yago는 2005년 8월에 Stephen Colbert와 Uploaded 이라크를 논의하기도 했다.
MTV 뉴스의 상근 멤버로서 몇 년을 보낸 후, Yago는 2007년 1월에 다음과 같이 쓰고 네트워크를 떠났다
"우리를 또래로 취급하는 관객이 있다는 것은 행운이다. 비록 많은 특혜와 즉각적인 이득에 대한 보답으로 그들의 신뢰를 가지고 짧은 게임을 하는 것은 유혹적일 수 있지만, 그들을 위해 계속해서 싸우고 여러분 모두가 하는 훌륭한 일에서 그들을 생각해주십시오. 그들은 그만큼의 자격이 있다."
야고는 재임 기간 내내 조지 W 부시 전 대통령, 빌 클린턴 전 대통령, 존 케리 전 상원의원, 콜린 파월 전 국무장관, 앨 고어 전 부통령, 존 매케인 상원의원을 포함한 많은 정치인, 음악가, 그리고 다른 유명인사들과 인터뷰했다.도르 L. 폴 브레머 3세와 빌 게이츠. Yago의 글은 Spin, Rolling Stone, BRIC 잡지에 실렸다. 야고의 몇 편의 글씨는 후에 기록 자료의 기초가 되었다. 예를 들어, 2003년 그의 기사 "중금속 전쟁 금지"는 2007년 부영화의 다큐멘터리 "헤비메탈 인 바그다드"의 기본이 되었다.또한, 사담 후세인을 위한 10대 청소년 선전가의 이야기를 다룬 PRI의 "This American Life"의 야고의 작품은 쇼타임의 "Talk To An Iraq" 부분의 기반이 되었다. 야고는 현재 주로 시나리오 작가로 활동하고 있다. 2006년에 Focus Features는 전쟁에서 돌아온 참전용사들에 관한 그의 대본 "Underdog"를 입수했다. 정해진 생산일이나 출시일이 없다. 가장 최근에는 야고가 IFC와 함께 단편 시리즈를 완성했다. IFC 미디어프로젝트는 미디어 대기업들이 뉴스를 '판매'하기 위해 사용하는 전술을 폭로할 것을 약속하는 "뉴스가 어떻게 만들어지는지에 대한 사용자 안내서"이다. 야고는 2009년 5월에 프리메이션을 하는 IFC 미디어 프로젝트의 두 번째 시즌의 진행자로 돌아올 것이다.
야고는 "제112회 의회"라는 제목의 애런 소르킨과 함께 뉴스룸의 세 번째 에피소드를 공동 집필했다.